# 클루브 알마그로
클루브 알마그로(Club Almagro)는 아르헨티나 부에노스아이레스를 연고로 하는 축구 클럽이다. 이 팀은 1911년 1월 6일에 창단되었다. 현재는 프리메라 나시오날에 참가하고 있다.

## 선수 명단

### 현역
참고: FIFA 자격 규정에 따라 소속된 국가대표팀 국기를 표시합니다. 선수는 복수의 FIFA 비회원국 국적을 가지고 있을 수 있습니다.
| 번호 | 포지션 | 국적 | 이름                |
| ---- | ------ | ---- | ------------------- |
| -    | DF     |      | 나우엘 바수알도     |
| -    | DF     |      | 레오나르도 페레이라 |

| 번호 | 포지션 | 국적 | 이름 |
| ---- | ------ | ---- | ---- |

## 역대 감독
| 감독                  | 임기 |
| --------------------- | ---- |
| 세바스티안 바타글리아 | 2018 |

틀:클루브 알마그로
틀:클루브 알마그로 감독